# Panzerbrigade 34
Die Panzerbrigade 34 „Koblenz“ mit Stab zuletzt in Diez war ein Verband des Heeres der Bundeswehr. Die Brigade wurde 2002 aufgelöst. Bis 1981 wurde die hier beschriebene Brigade als Panzerbrigade 14 bezeichnet.

## Geschichte

### Als Panzerbrigade 14 bis 1981

#### Vorgeschichte als Kampfgruppe in der Heeresstruktur 1
Zur Einnahme der Heeresstruktur 1 wurde die Panzerkampfgruppe A 5 zum 6. November 1956 mit Standort des Stabes auf dem Truppenübungsplatz Hohenfels bei Hohenfels neu aufgestellt. Ein Vorauskommando hatte die Aufstellung ab September in Hohenfels vorbereitet. Die Panzerkampfgruppe A 5 wurde der 5. Panzerdivision unterstellt. Im Februar 1957 verlegte der Stab der Panzerkampfgruppe A 5 in die Gneisenau-Kaserne nach Koblenz.

#### Heeresstruktur 2
Zur Einnahme der Heeresstruktur 2 wurde zum 16. März 1959 die Panzerkampfgruppe A 5 in die Panzerbrigade 14 umgegliedert. Der Panzerbrigade 14 Brigade unterstanden:
- der Stab Panzerbrigade 14
- die Panzeraufklärungskompanie 140
- die Panzerpionierkompanie 140 (Aufstellung 1959 in Koblenz)
- die Fla-Batterie 140
- das Panzergrenadierbataillon 142
- die Panzerbataillone 143 und 144
- das Panzerartilleriebataillon 145
- das Versorgungsbataillon 146

Die Brigade wurde zunächst der 5. Panzerdivision in Diez unterstellt. 1962 verlor die  Panzeraufklärungskompanie 140 die Eigenständigkeit und wurde als Spähzug in die Stabskompanie eingegliedert. In der Heeresstruktur II wurde die Flugabwehrbatterie 140 ausgegliedert und die Panzerjägerkompanie 140 neu aufgestellt.

#### Heeresstruktur 3
1972 wurde das  Versorgungsbataillon 146 aufgelöst und Teile als  Instandsetzungskompanie 140 und Nachschubkompanie 140 daraus neu aufgestellt. 1972 wurde der Spähzug (Panzerspähzug 140) wieder eigenständig, so dass zur Brigade 1972 folgende Truppenteile gehörten:
- der Stab
- der Panzerspähzug 140
- die Panzerjägerkompanie 140
- die Panzerpionierkompanie 140
- die Instandsetzungskompanie 140
- die  Nachschubkompanie 140
- das Panzergrenadierbataillon 142
- die Panzerbataillone 143, 144
- das Panzerartilleriebataillon 145.

1977 wechselte die Brigade zur 12. Panzerdivision in Würzburg. Die Panzerbrigade 14 war von 1976 bis 1977 eine der Testbrigaden für die Erprobung der Heeresstruktur 4. Im  Heeresmodell 3 verließ das Panzerartilleriebataillon 145 1980 die Brigade und wurde dem Heimatschutzkommando 16 als Feldartilleriebataillon 545 unterstellt. Im Gegenzug erhielt die Brigade das Panzerartillerielehrbataillon 145 in Kusel.

### Als Panzerbrigade 34 ab 1981

#### Heeresstruktur 4
1981 wurden zur Einnahme der Heeresstruktur 4 die Unterstellungen und entsprechend die Bezeichnung der Panzerbrigade 6, 14 und 34 „getauscht“:
- →  Die bisherige Panzerbrigade 6 wurde 1981 zur „neuen“ Panzerbrigade 14. Die Unterstellung der Brigade wechselte im Vorgriff bereits 1976/77 von der 2. Jägerdivision zur 5. Panzerdivision. Der Standort des Stabes blieb unverändert Neustadt.
- →  Die bisherige Panzerbrigade 14 wurde 1981 zur „neuen“ Panzerbrigade 34. Die Unterstellung der Brigade wechselte im Vorgriff bereits 1977 von der 5. Panzerdivision zur 12. Panzerdivision. Der Standort des Stabes blieb unverändert Koblenz.
- →  Die bisherige Panzerbrigade 34 wurde 1981 zur „neuen“ Panzerbrigade 6. Die Unterstellung der Brigade wechselte 1975 von der 12. Panzerdivision zur 2. Jägerdivision. Der Standort des Stabes wechselte 1981 von Kassel nach Hofgeismar.

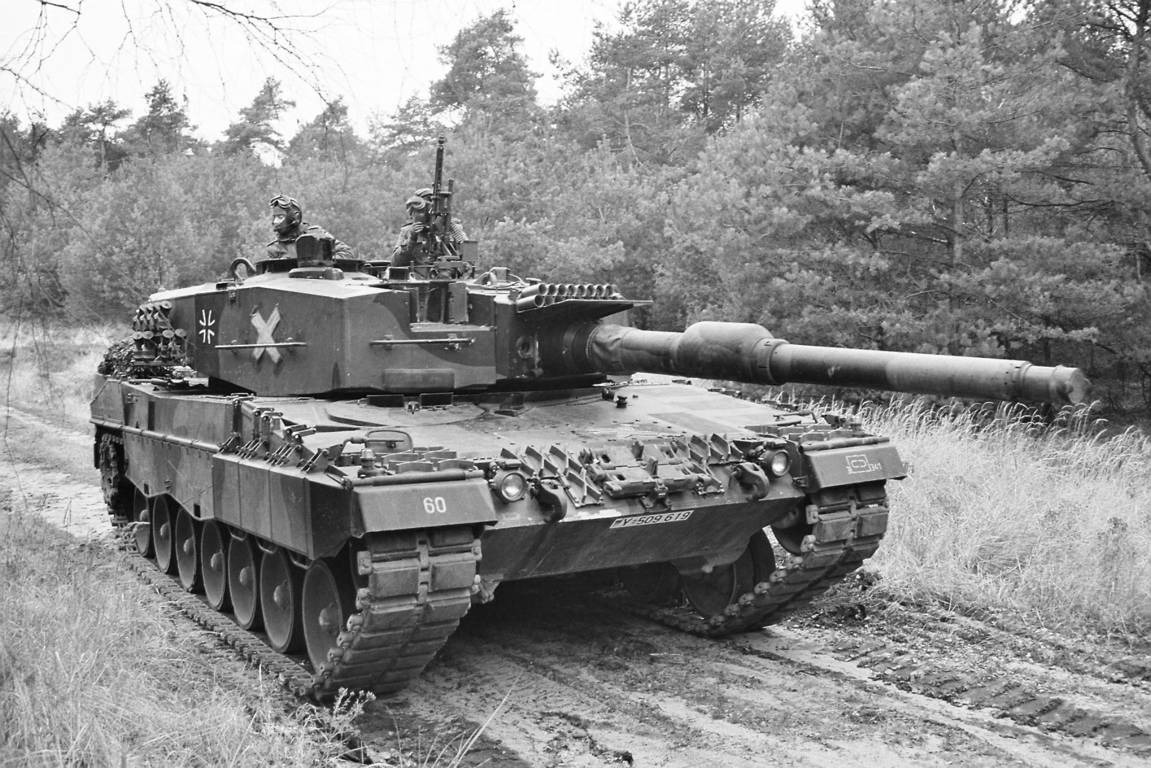
Leopard 2A4 des gemischten PzBtl 341, Nov. 1991

1981 wurde die nun als Panzerbrigade 34 bezeichneten Truppenteile der Brigade entsprechend umbenannt. Der Brigade unterstanden:
- der Stab (mit wiedereingegliedertem Spähzug)
- die Panzerjägerkompanie 340 (Standort: Koblenz, Augusta-Kaserne)
- die Panzerpionierkompanie 340 (Standort: Koblenz,Fritsch-Kaserne)
- die Instandsetzungskompanie 340 (Standort: Koblenz, Gneisenau-Kaserne)
- die Nachschubkompanie 340 (Standort: Koblenz, Fritsch-Kaserne)
- das gemischte Panzerbataillon 341 (Aufstellung 1981 in Koblenz)
- das Panzergrenadierbataillon 342 (Standort: Koblenz, Gneisenau-Kaserne)
- das Panzerbataillon 343 (Standort: Koblenz, Augusta-Kaserne)
- das Panzerbataillon 344 (Standort: Koblenz, Gneisenau-Kaserne)
- das Panzerartillerie-(Lehr-)Bataillon 345 (Standort: Kusel, Unteroffizier-Krüger-Kaserne)
- das Feldersatzbataillon 123.

Der Brigadespähzug wurde 1986 nach Sontra verlegt. 
Die Brigade umfasste im Herbst 1989 in der Friedensgliederung etwa 2900 Soldaten. Die geplante Aufwuchsstärke im Verteidigungsfall lag bei rund 3300 Mann. Zum Aufwuchs war die Einberufung von Reservisten und die Mobilmachung von nicht aktiven Truppenteilen vorgesehen. Zum Ende der Heeresstruktur 4 im Herbst 1989 war die Brigade weiter Teil der 12. Panzerdivision und gliederte sich grob in folgende Truppenteile:
- Stab/Stabskompanie Panzerbrigade 34, Koblenz
  -  Panzerjägerkompanie 340, Koblenz
  -  Panzerpionierkompanie 340, Koblenz
  -  Nachschubkompanie 340, Koblenz
  -  Instandsetzungskompanie 340, Koblenz
  -  Panzerbataillon 341 (teilaktiv), Koblenz
  -  Panzergrenadierbataillon 342, Koblenz
  -  Panzerbataillon 343, Koblenz
  -  Panzerbataillon 344, Koblenz
  -  Panzerartillerielehrbataillon 345, Kusel

#### Heeresstruktur 5 bis zur Auflösung
Die Brigade erhielt 1990 den Beinamen Koblenz in einem feierlichen Zeremoniell auf der Festung Ehrenbreitstein. Die Brigade war jetzt dem Wehrbereichskommando IV/5. Panzerdivision unterstellt. 1992 wurde die Panzerjägerkompanie 340 außer Dienst gestellt und die Panzerpionierkompanie 340 wurde dem Pionierkommando 3 unterstellt. 1992/1993 wurden die Panzerbataillone 341 und 344, die Instandsetzungskompanie, die Nachschubkompanie sowie das Feldersatzbataillon aufgelöst. Das Panzerbataillon 343 wurde 1992 zum Panzergrenadierbataillon 343. Nach Aufteilung des  Wehrbereichskommandos IV/5. Panzerdivision wurde die Brigade wieder der 5. Panzerdivision unterstellt. Im Zuge dieser Neuunterstellung wurden von der Panzerbrigade 15 zwei Bataillone und zwei Kompanien übernommen. 1994 verlegte die Panzerbrigade nach Diez und gliederte sich in:
- den Brigadestab mit Stabskompanie (Standort: Diez, Schloss Oranienstein)
- die Panzergrenadierbataillone 342 und 343 (Standort: Koblenz, Gneisenau-Kaserne; letzteres Bataillon war gekadert)
- die Panzerbataillone 153 und 154 (Standort: Westerburg; PzBtl 153 ab 1995 gekadert)
- die Panzerjägerkompanie 150 (setzte ab 1992 die Tradition der Panzerjägerkompanie 340 fort; Standort: Westerburg)
- die Panzerpionierkompanie 150 (Standort: Westerburg)
- die Feldersatzkompanie 340 (Standort: Diez)
- das Panzerartillerie-Lehr-Bataillon 345 (Standort: Kusel)
- Panzeraufklärungskompanie 340  (Im Frieden dem Panzeraufklärungsbataillon 5 unterstellt, im Einsatz wäre sie der Panzerbrigade 34 unterstellt worden; Standort: Hessisch-Lichtenau).

2002 wurde die Panzerbrigade 34 außer Dienst gestellt.

## Kommandeure
Die Brigade wurde kommandiert durch (Dienstgrad bei Kommandoübernahme):

### Als Panzerbrigade 34 ab 1981
| Nr. | Name                           | Beginn der Berufung | Ende der Berufung  |
| --- | ------------------------------ | ------------------- | ------------------ |
| 14  | Oberst Erhard Drews            | 2000                | 2002               |
| 13  | Oberst Bernd Diepenhorst       | 1997                | 1999               |
| 12  | Oberst Kersten Lahl            | 1. April 1994       | 1996               |
| 11  | Oberst Wilhelm Romatzeck       | 1. April 1990       | 31. März 1994      |
| 10  | Brigadegeneral Gero Koch       | 1. Oktober 1985     | 31. März 1990      |
| 9   | Brigadegeneral Klaus Vollmer   | 1. Februar 1982     | 30. September 1985 |
| 8   | Oberst Peter Heinrich Carstens | 1. Oktober 1981     | 31. Januar 1982    |

### Als Panzerbrigade 14 bis 1981
| Nr. | Name                                     | Beginn der Berufung | Ende der Berufung  |
| --- | ---------------------------------------- | ------------------- | ------------------ |
| 8   | Oberst Peter Heinrich Carstens           | 1. April 1980       | 30. September 1981 |
| 7   | Oberst Rudolf Promies                    | 1. April 1975       | 31. März 1980      |
| 6   | Oberst Hans-Joachim Mack                 | 1. Oktober 1972     | 31. März 1975      |
| 5   | Brigadegeneral Hans Plitt                | 16. Juli 1969       | 30. September 1972 |
| 4   | Oberst Karl Punzmann                     | 16. September 1967  | 15. Juli 1969      |
| 3   | Brigadegeneral Heinz Günther Guderian    | 20. August 1963     | 15. September 1967 |
| 2   | Brigadegeneral Karl-Theodor Molinari     | 7. April 1961       | 19. August 1963    |
| 1   | Oberst Regimboto Freiherr von Gültlingen | 6. November 1956    | 6. April 1961      |

## Verbandsabzeichen

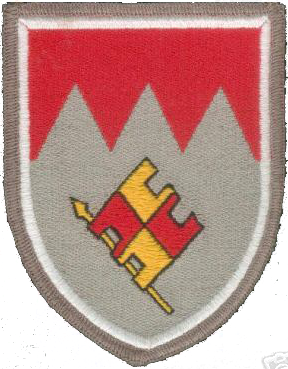
Gewebtes Verbandsabzeichen für den Dienstanzug

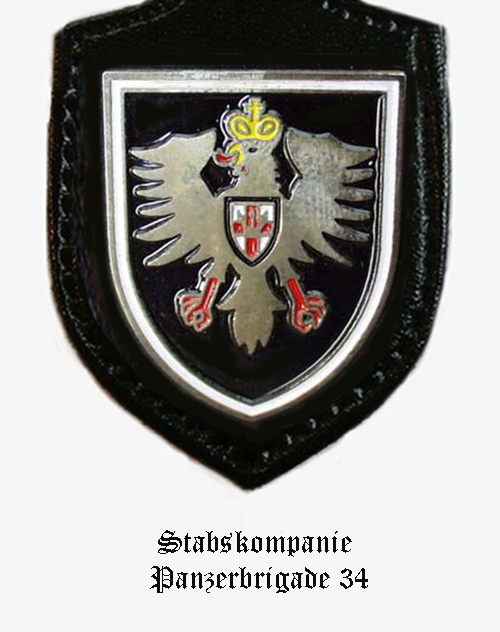
Internes Verbandsabzeichen des Stabes/Stabskompanie

Die Blasonierung des Verbandsabzeichens für den Dienstanzug der Angehörigen der Panzerbrigade 34 lautete:
 Silbern bordiert, in Rot drei silberne Spitzen belegt mit einer schräggestellten und an beiden senkrechten Seiten je zweimal eingekerbten, von Rot und Gold gevierten Standarte (das „Rennfähnlein“) an goldenem Lanzenschaft.
Das Verbandsabzeichen ähnelte dem Wappen Unterfrankens. der Fränkische Rechen repräsentierte die Region Franken, wo viele der Truppenteile der 12. Panzerdivision stationiert waren. Das Rennfähnlein ähnelte der Darstellung im Würzburger Wappen und geht auf die Flagge des Herzogtums Franken zurück. Die Verbandsabzeichen der Division und der unterstellten Brigaden waren bis auf die Borde identisch. In der Tradition der Preußischen Farbfolge erhielt das Verbandsabzeichen der Panzerbrigade 34 als „erste“ Brigade der Division einen weißen Bord.
Da sich die Verbandsabzeichen der Brigaden der Division nur geringfügig unterschieden, wurde stattdessen gelegentlich auch das interne Verbandsabzeichen des Stabes bzw. der Stabskompanie pars pro toto als „Abzeichen“ der Brigade genutzt. Der Hauptschild zeigte in schwarz einen bekrönten Adler. Der aufgelegte Mittelschild entsprach dem Koblenzer Stadtwappen mit dem roten Balkenkreuz und der goldenen Krone der Himmelskönigin Maria.